# Anu Saari
Anu Saari (* 20. April 1947 in Helsinki) ist eine finnische Theater- und Filmregisseurin.

## Leben
Anu Saari studierte 1966–1970 Regie an der Theaterhochschule in Helsinki. Nach ihrem Studium sammelte sie erste Berufserfahrungen an einem Theater in Helsinki sowie beim finnischen Fernsehen. Von 1975 bis 1981 war sie Regisseurin am Theater der Freundschaft in Berlin. Ab 1990 war sie am Staatstheater Cottbus tätig und übernahm dort unter anderem die Position der leitenden Schauspielregisseurin. Von 2000 bis 2006 war sie Intendantin am finnischen Stadttheater in Oulu, ab 2008 Schauspieldirektorin am Volkstheater Rostock.
Neben ihrer praktischen Theaterarbeit war Saari auch als Gastdozentin für Schauspiel tätig und unterrichtete unter anderem in Malmö, Helsinki sowie an der Hochschule für Schauspielkunst Ernst Busch in Berlin. Sie ist Mitbegründerin der Theatergruppe „Penniteatteri“ und war Mitglied der finnischen politischen Musikgruppe Agit Prop.

## Theaterregie (Auswahl)
- 1976: Frech wie Oskar von Heinz Kahlau, Erich Schlossarek, Hartmut Reiber, Siegfried Baumgart und Peter Ensikat, Regie zusammen mit Mirjana Erceg und Horst Hawemann am Theater der Freundschaft[4]
- 1977: Keine Angst vor Mut von Hartmut Reiber am Theater der Freundschaft[5]
- 1977: Feuervogel und Rotfüchsin von Jan Jilek nach K. J. Erben am Theater der Freundschaft[6]
- 1980: Disko mit Oskar am Theater der Freundschaft[7]
- 1984: Bernarda Albas Haus von Federico Garcia Lorca an der Volksbühne am Rosa-Luxemburg-Platz[8]
- 1992: Ein Puppenheim von Henrik Ibsen am Staatstheater Cottbus[9]
- 1992: Kirschgarten von Anton Tschechow am Staatstheater Cottbus[10]
- 1994: Schlief ein goldnes Wölkchen von Anatoli Pristawkin am Staatstheater Cottbus[11]
- 1995: Ein Blick von der Brücke von Arthur Miller am Staatstheater Cottbus
- 2008: I hired a contract killer von Aki Kaurismäki am Volkstheater Rostock[12]
- 2009: Bezahlt wird nicht von Dario Fo am Volkstheater Rostock
- 2010: Ein Sommernachtstraum von William Shakespeare am Volkstheater Rostock

## Filmografie
- 1969: Oma (Regie)